# 雅法—耶路撒冷鐵路

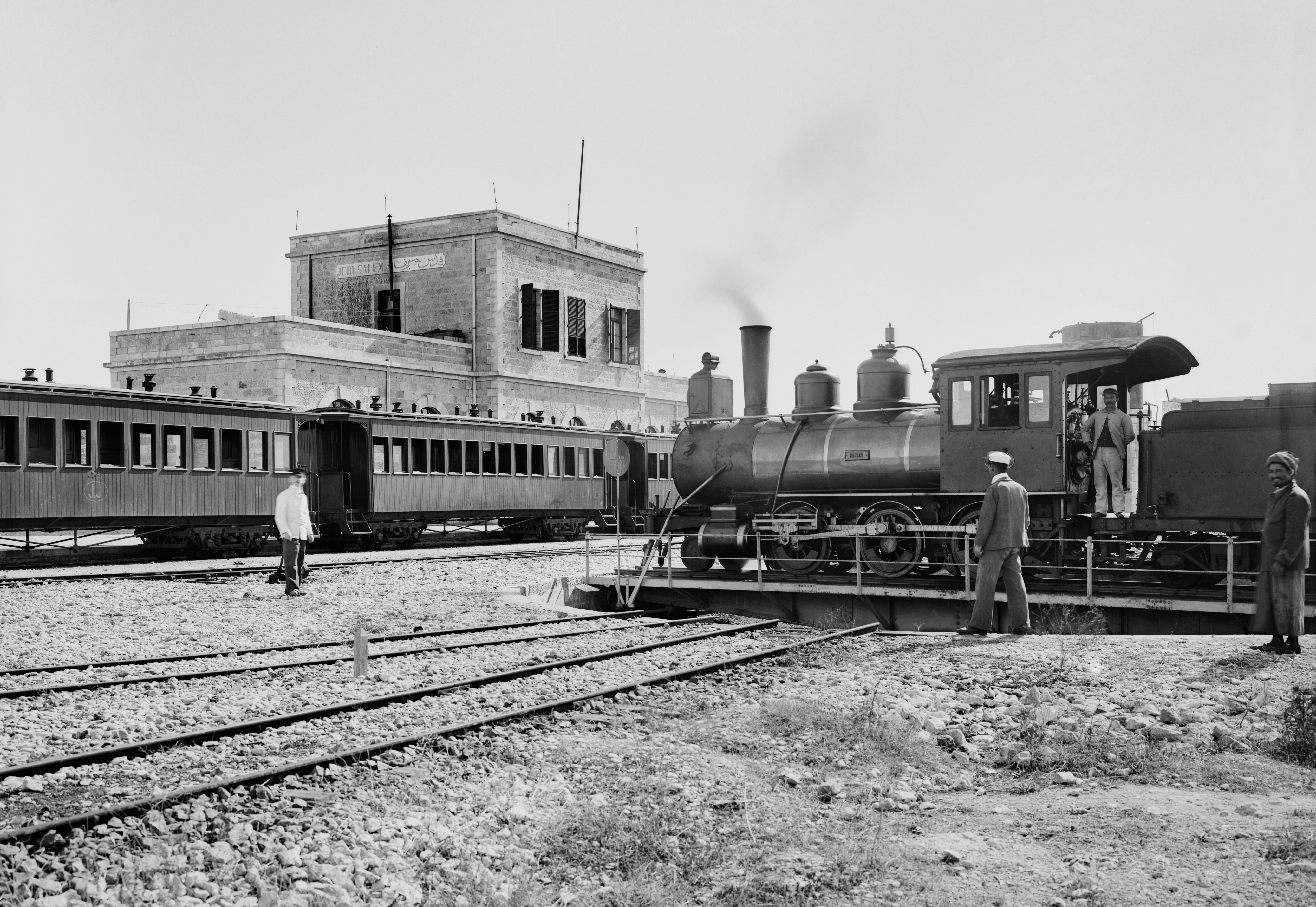
1900年時的耶路撒冷車站

雅法—耶路撒冷鐵路是一條連接雅法和耶路撒冷的鐵路。這條鐵路竣工於1892年奥斯曼帝国时期，被認為是中東第一條鐵路。雅法—耶路撒冷鐵路最初的軌距是1,000毫米，後改為1,050毫米，再改為1,435毫米的標準軌。2019年後，雅法—耶路撒冷鐵路被特拉維夫—耶路撒冷鐵路取代。
31°45′40.88″N 35°3′0.13″E / 31.7613556°N 35.0500361°E